# Bookan Cairn
Der Bookan Cairn ist eine Megalithanlage, die nordwestlich des Ring of Brodgar bei Sandwick, auf Mainland der Hauptinsel der schottischen Orkney, in einer reichen archäologischen Landschaften liegt und namengebend für eine Form orkadischer Megalithanlagen wurde.
Der Cairn ist ein verfallener ovaler Hügel von etwa 16,0 m Durchmesser, in dessen Innerem eine rechteckige Mittelkammer von fünf Nebenkammern umgeben war. Im Jahre 1861 ausgegraben, liegt er nahe dem Ring of Bookan, einem Hengemonument mit Wall und Graben, am nördlichen Ende des Ness of Brodgar.

## Erste Ausgrabung
Die Untersuchung im 19. Jahrhundert ergab eine rechteckige zentrale Kammer ahornblattartig umgeben von fünf kleineren Seitenkammern. Menschliche Überreste wurden in drei der Seitenkammern gefunden, zusammen mit Keramik und einer Speerspitze aus Feuerstein. Es wurde zunächst davon ausgegangen, dass es sich aufgrund des ungewohnten Designs um ein sehr frühes Beispiel einer Grabanlage handelt, die als Unikat eingestuft wurde und mehr oder weniger in Vergessenheit geriet.
Die Annahme, dass der Bookan Cairn aus dem Frühneolithikum stammt, wurde durch die gefundene Keramik widerlegt. Die Beschreibung passte zur Grooved Ware statt zu der frühjungsteinzeitlichen Unstan Ware. Auch die Tatsache, dass die Architektur Ähnlichkeit mit Maeshowe und mit Haus 2 von Barnhouse hat, sprach dafür.

## Zweite Ausgrabung
Im Jahre 2002 ergab eine zweiwöchige Untersuchung insbesondere, dass die frühere Untersuchung lediglich eine Phase der Anlage aufgedeckt hatte.
Erst nachdem das ursprüngliche Grab, das etwa sieben Meter Durchmesser hatte, verfallen war, wurde es in einen Steinhaufen von etwa 16 m Durchmesser eingebaut, der durch die drei konzentrischen Mauerwerke verblendet wurde. Aspekte, wie die Anordnung seitlicher Kammern um eine zentrale Kammer und die abnehmbaren Türen der Seitenkammern passen eher zum Maeshowe-Typ als zu den älteren Anlagen des Orkney-Cromarty-Typs (OC) wie Midhowe. Aber trotz gewisser Ähnlichkeiten mit Maes Howe bleibt Bookan aufgrund der Form und einiger architektonischer Aspekte (sh. Grundplan bei Canmore) deutlich anders als die übrigen Cairns auf Orkney.
Die bisherigen Kategorisierungen sind allerdings irreführend, weil die Cairns der Orkney sich nicht notwendigerweise in eine Kategorie einfügen lassen. Stattdessen gibt es eine Anzahl von Varianten oder Chimären.